# Gorges de Rieutord, Fage et Cagnasse
Gorges de Rieutord, Fage et Cagnasse este o arie protejată (arie de protecție specială avifaunistică — SPA) din Franța întinsă pe o suprafață de 12.281 ha, integral pe uscat.

## Localizare
Centrul sitului Gorges de Rieutord, Fage et Cagnasse este situat la coordonatele 43°55′50″N 3°52′30″E / 43.93056°N 3.875°E.

## Înființare
Situl Gorges de Rieutord, Fage et Cagnasse a fost declarat arie de protecție specială avifaunistică în baza directivei 79/409 din 1979 referitoare la conservarea păsărilor sălbatice pentru a proteja 23 de specii de animale.

## Biodiversitate
Situată în ecoregiunea mediteraneană, aria protejată nu include niciun habitat protejat.
La baza desemnării sitului se află mai multe specii protejate de  păsări (23): vulturul negru (Aegypius monachus), pescăruș albastru (Alcedo atthis), fâsă-de-câmp (Anthus campestris), acvilă de munte (Aquila chrysaetos), buha (Bubo bubo), caprimulg (Caprimulgus europaeus), șerpar (Circaetus gallicus), erete vânăt (Circus cyaneus), erete cenușiu (Circus pygargus), dumbrăveancă (Coracias garrulus), ciocănitoare neagră (Dryocopus martius), presură de grădină (Emberiza hortulana), șoim călător (Falco peregrinus), vulturul pleșuv sur (Gyps fulvus), Hieraaetus fasciatus, ciocârlie de pădure (Lullula arborea), gaia neagră (Milvus migrans), gaia roșie (Milvus milvus), vultur egiptean (Neophron percnopterus), viespar (Pernis apivorus), sitar de pădure (Scolopax rusticola), silvie de tufiș (Sylvia undata), nagâț (Vanellus vanellus).
Pe lângă speciile protejate, pe teritoriul sitului au mai fost identificate 17 specii de păsări.